# Augustus Keppel, I visconte Keppel
Lord Augustus Reginald van Keppel, I visconte Keppel e barone Elden (Caversham, 25 aprile 1725 – Woking, 2 ottobre 1786), è stato un ammiraglio britannico.

## Biografia
Figlio di Lord Willem van Keppel e di Lady Anne Lennox, figlia di Lord Charles Lennox, I duca di Richmond e figlio illegittimo di Carlo II d'Inghilterra. I Keppel erano una nobile famiglia d'origine olandese, emigrata in Inghilterra al seguito di Guglielmo III.

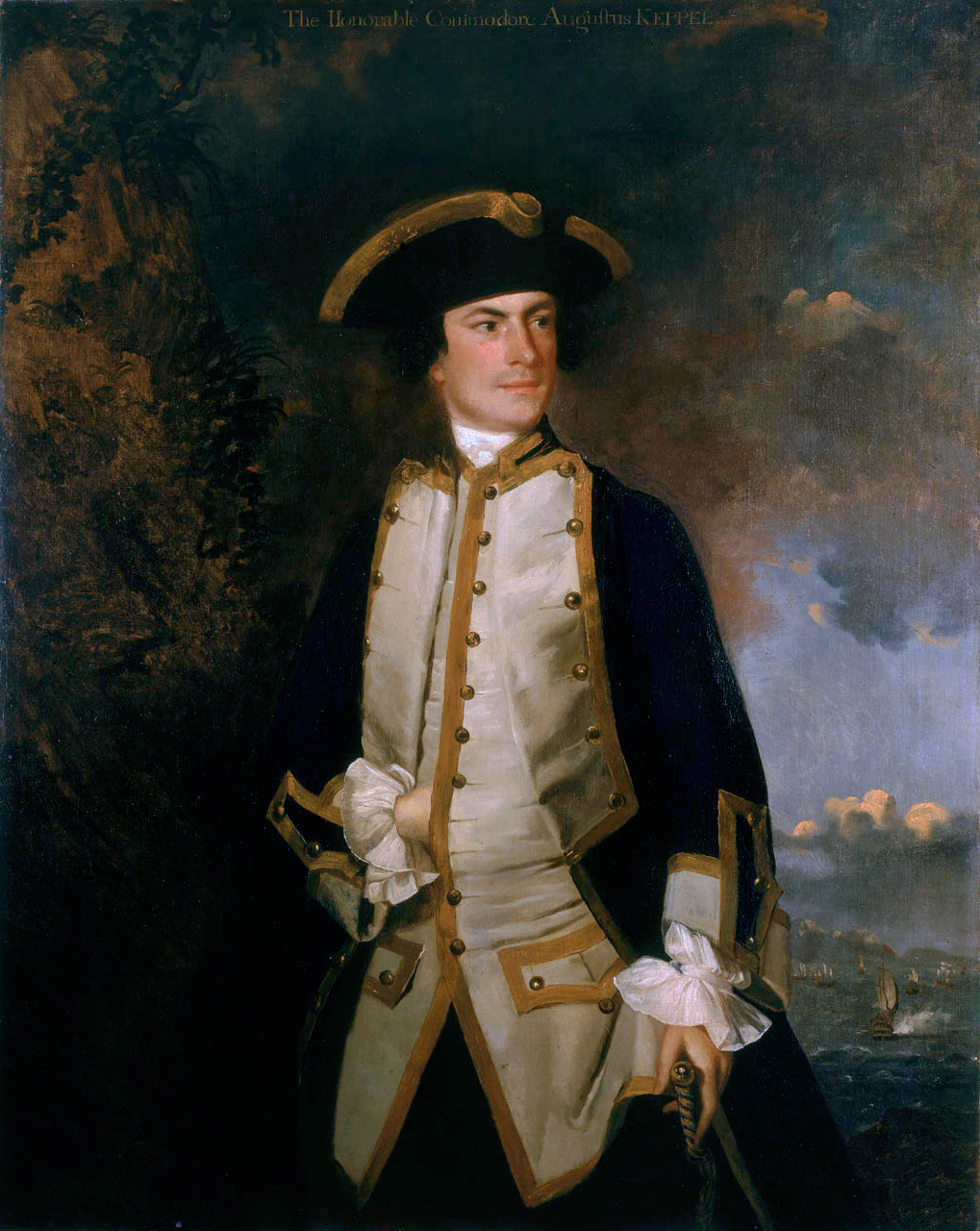
Keppel in un ritratto giovanile di Joshua Reynolds.

Essendo il minore dei figli di Lord William-Anne, fu avviato alla carriera militare, precisamente in marina, nella quale entrò a soli dieci anni come aspirante guardiamarina e nel 1740 partecipò alla circumnavigazione del globo compiuta dall'ammiraglio Lord George Anson sul vascello Centurion (60 cannoni, 4º rango); promosso tenente di vascello nel 1742 e commander (l'equivalente di capitano di corvetta dell'epoca) e poi capitano di vascello nel 1744, nel 1749 fece il suo ingresso nella società politica dell'epoca, militando come era tradizione nella sua famiglia nel partito Whig e difese il marchese di Rockingham, Lord Charles Watson-Wentworth e suo cugino Lord Charles Lennox, III duca di Richmond contro i membri del partito Tory e gli pseudo Giacobiti e grazie ad essi ebbe l'occasione di conoscere Sir Joshua Reynolds e Harry Fielding, che sarebbero divenuti i suoi migliori amici.
L'11 maggio 1749 fu promosso commodoro ed ebbe il comando della flotta del Mediterraneo e fu per un breve periodo comandante militare di Gibilterra. Nel 1756 prese parte alla presa di Gorée, nel 1759 alla battaglia della baia di Quiberon e nel 1761 alla presa di Belle Île; nel 1757 fece parte della corte marziale che condannò a morte l'ammiraglio John Byng per la mancata difesa di Minorca. Nell'ottobre 1762 fu nominato contrammiraglio e partecipò alla spedizione di Sir George Potock contro Cuba e l'Avana.
Grazie alla notevole influenza politica di suo fratello, Lord George Keppel sul Primo Lord dell'Ammiragliato Lord Edward Hawke, il 24 ottobre 1770 fu promosso viceammiraglio e nel 1770 prese parte alla conquista delle isole Falkland. Il 27 luglio 1778 prese parte alla sfortunata battaglia di Ouessant contro l'ammiraglio francese Louis Guillouet d'Orvilliers, uscendone sconfitto. Nonostante ciò, il 5 dicembre 1779 venne insignito dell'Ordine della Giarrettiera e del titolo di barone Elden.
Lord Augustus Keppel fu rappresentante alla Camera dei Comuni per la contea di Chilchester dal 1755 al 1761, per quella di Windsor dal 1761 al 1780 e del Surrey dal 1764 al 1786 e morì a Woking il 2 ottobre 1786.

## Ascendenza
|                                               |                                                     |                                                    | Genitori                                        |  |  | Nonni |  |  | Bisnonni                             |  |  | Trisnonni                           |  |
|                                               |                                                     |                                                    |                                                 |  |  |       |  |  | Oswald van Keppel, signore di Voorst |  |  | Derek van Keppel, signore di Voorst |  |
|                                               |                                                     |                                                    |                                                 |  |  |       |  |  | Oswald van Keppel, signore di Voorst |  |  | Derek van Keppel, signore di Voorst |  |
|                                               |                                                     | Theodora van Sallandt                              |                                                 |  |  |       |  |  | Oswald van Keppel, signore di Voorst |  |  |                                     |  |
| Arnold Joost van Keppel, I conte di Albemarle |                                                     |                                                    |                                                 |  |  |       |  |  | Oswald van Keppel, signore di Voorst |  |  |                                     |  |
|                                               |                                                     | Reiniera Anna Geertruida van Lintelo               | Johan van Lintelo                               |  |  |       |  |  |                                      |  |  |                                     |  |
|                                               |                                                     | Reiniera Anna Geertruida van Lintelo               | Johan van Lintelo                               |  |  |       |  |  |                                      |  |  |                                     |  |
|                                               |                                                     | Reiniera Anna Geertruida van Lintelo               | Agnes Reiniera van Schele                       |  |  |       |  |  |                                      |  |  |                                     |  |
| Willem van Keppel, II conte di Albemarle      |                                                     | Reiniera Anna Geertruida van Lintelo               |                                                 |  |  |       |  |  |                                      |  |  |                                     |  |
|                                               |                                                     | Adam van der Duyn, signore di 's-Gravenmoer        | Nicolaas van der Duyn, signore di 's-Gravenmoer |  |  |       |  |  |                                      |  |  |                                     |  |
|                                               |                                                     | Adam van der Duyn, signore di 's-Gravenmoer        | Nicolaas van der Duyn, signore di 's-Gravenmoer |  |  |       |  |  |                                      |  |  |                                     |  |
|                                               |                                                     | Adam van der Duyn, signore di 's-Gravenmoer        | Beatrix van der Bouchorst                       |  |  |       |  |  |                                      |  |  |                                     |  |
| Geertruida van der Duyn                       |                                                     | Adam van der Duyn, signore di 's-Gravenmoer        |                                                 |  |  |       |  |  |                                      |  |  |                                     |  |
|                                               |                                                     | Geertruid Pieterson                                | Anthony Pieterson                               |  |  |       |  |  |                                      |  |  |                                     |  |
|                                               |                                                     | Geertruid Pieterson                                | Anthony Pieterson                               |  |  |       |  |  |                                      |  |  |                                     |  |
|                                               |                                                     | Geertruid Pieterson                                | Catharina Coenen                                |  |  |       |  |  |                                      |  |  |                                     |  |
| Augustus Keppel, I visconte Keppel            |                                                     | Geertruid Pieterson                                |                                                 |  |  |       |  |  |                                      |  |  |                                     |  |
|                                               | Charles II, re d'Inghilterra, di Scozia e d'Irlanda | Charles I, re d'Inghilterra, di Scozia e d'Irlanda |                                                 |  |  |       |  |  |                                      |  |  |                                     |  |
|                                               | Charles II, re d'Inghilterra, di Scozia e d'Irlanda | Charles I, re d'Inghilterra, di Scozia e d'Irlanda |                                                 |  |  |       |  |  |                                      |  |  |                                     |  |
|                                               | Charles II, re d'Inghilterra, di Scozia e d'Irlanda | Henriette-Marie de France                          |                                                 |  |  |       |  |  |                                      |  |  |                                     |  |
| Charles Lennox, I duca di Richmond            | Charles II, re d'Inghilterra, di Scozia e d'Irlanda |                                                    |                                                 |  |  |       |  |  |                                      |  |  |                                     |  |
|                                               |                                                     | Louise Renée de Penancoët de Kérouaille            | Guillaume de Penancoët, signore di Kérouaille   |  |  |       |  |  |                                      |  |  |                                     |  |
|                                               |                                                     | Louise Renée de Penancoët de Kérouaille            | Guillaume de Penancoët, signore di Kérouaille   |  |  |       |  |  |                                      |  |  |                                     |  |
|                                               |                                                     | Louise Renée de Penancoët de Kérouaille            | Marie de Plœuc de Tymeur                        |  |  |       |  |  |                                      |  |  |                                     |  |
| Anne Lennox                                   |                                                     | Louise Renée de Penancoët de Kérouaille            |                                                 |  |  |       |  |  |                                      |  |  |                                     |  |
|                                               |                                                     | Francis Brudenell, barone Brudenell                | Robert Brudenell, II conte di Cardigan          |  |  |       |  |  |                                      |  |  |                                     |  |
|                                               |                                                     | Francis Brudenell, barone Brudenell                | Robert Brudenell, II conte di Cardigan          |  |  |       |  |  |                                      |  |  |                                     |  |
|                                               |                                                     | Francis Brudenell, barone Brudenell                | Anne Savage                                     |  |  |       |  |  |                                      |  |  |                                     |  |
| Anne Brudenell                                |                                                     | Francis Brudenell, barone Brudenell                |                                                 |  |  |       |  |  |                                      |  |  |                                     |  |
|                                               |                                                     | Frances Savile                                     | Thomas Savile, I conte di Sussex                |  |  |       |  |  |                                      |  |  |                                     |  |
|                                               |                                                     | Frances Savile                                     | Thomas Savile, I conte di Sussex                |  |  |       |  |  |                                      |  |  |                                     |  |
|                                               |                                                     | Frances Savile                                     | Anne Villiers                                   |  |  |       |  |  |                                      |  |  |                                     |  |
|                                               |                                                     | Frances Savile                                     |                                                 |  |  |       |  |  |                                      |  |  |                                     |  |